# Ревячка (Смоленская область)
Ревя́чка — деревня в Смоленской области России, в Ельнинском районе. Население — 1 житель (2007 год) Расположена в юго-восточной части области в 9,5 км к северо-западу от города Ельня, в 8,5 км севернее автодороги Р96 Новоалександровский(А101)- Спас-Деменск — Ельня — Починок, в 9 км к западу от автодороги Р137 Сафоново — Рославль. В 4 км южнее деревни железнодорожная станция Нежода на линии Смоленск — Сухиничи. Входит в состав Леонидовского сельского поселения.

## Экономика
Крестьянское хозяйство .